# Fayçal al-Meqdad
Fayçal al-Meqdad (en arabe : فيصل المقداد), né le 5 février 1954 à Ghasm, est un diplomate et homme politique syrien. Il est ministre des Affaires étrangères de 22 novembre 2020 à 2024, succédant à Walid al-Mouallem, décédé une semaine plus tôt.

## Biographie
Né en 1954 à Ghasm dans le gouvernorat de Deraa, Fayçal al-Moqdad obtient un diplôme en littérature de langue anglaise à l’université de Damas en 1978, suivi d’un doctorat de l’université Charles de Prague en 1993. Il est membre du Parti Baas pendant ses années universitaires.
Il est marié et a trois enfants. Selon le New York Times, son épouse, Choukria Moqdad, a été engagée comme consultante en 2016 par l’Organisation mondiale de la santé.

### Carrière diplomatique

#### Représentant de la Syrie à l'ONU (1994-2006)
Fayçal al-Moqdad commence sa carrière diplomatique en 1994, rejoint l'année suivante la délégation syrienne auprès de l'ONU, où il gravit les échelons jusqu'à être nommé en 2003 représentant permanent de la Syrie aux Nations unies. 

#### Vice-ministre des affaires étrangères (2006-2020)
En 2006, il retourne en Syrie après avoir été nommé vice-ministre des Affaires étrangères, où il travaille en étroite collaboration avec le ministre des Affaires étrangères Walid Moallem dont il était l'un des principaux adjoints. Il l'accompagne dans la plupart des réunions et conférences, prenant plusieurs fois le relais quand l'état de santé de Moallem se dégrader en 2014, année au cours de laquelle il est opéré du cœur à Beyrouth. 
En 2011, lorsque la guerre civile syrienne éclate, il avait été envoyé à Deraa ville où commencent les manifestations anti-régime, pour présenter ses condoléances au nom du régime aux familles de protestataires tués, mais son déplacement provoque la colère de la rue. 
Les années suivantes, tandis que le conflit se militarise, son rôle s'oriente vers une consolidation des alliances avec les soutiens étrangers du gouvernement syrien notamment la Russie, l'Iran, et même la Corée du Nord à qui Fayçal al-Moqdad rend hommage en inaugurant au sud-ouest de Damas un jardin nommé « Kim Il-Sung ».
En mai 2013, son père est enlevé à Deraa par des membres de l’Armée syrienne libre, avant libéré le mois suivant en échange de quarante-cinq détenus. La même année, à la suite du massacre de la Ghouta commis par l'armée syrienne, Fayçal al-Moqdad conteste l'utilisation d’armes chimiques par le gouvernement syrien que des puissances occidentales menacent de frappes aériennes en réaction. Ces frappes sont finalement annulées à la suite du refus du Congrès des États-Unis de donner son feu vert au président Barack Obama.
Les années suivantes, tandis la non-intervention militaire des Occidentaux radicalise le régime syrien dans la répression, Fayçal al-Moqdad se montre très virulent avec les opposants au régime, notamment les Kurdes dont il dénonce le projet fédéraliste, ainsi que les ambitions expansionnistes de la Turquie dans le nord du pays.
En février 2015, il reçoit quatre parlementaires français en visite à Damas, bien que la France ait rompu ses relations diplomatiques avec la Syrie en raison de la guerre civile qui se poursuit.
Fayçal al-Moqdad est le principal interlocuteur avec les organisations onusiennes et étrangères basées à Damas, et participe à un détournement de l’aide internationale au profit du gouvernement syrien. 

#### Ministre des Affaires étrangères à partir de 2020
Le 22 novembre 2020, Fayçal al-Meqdad est nommé nouveau chef de la diplomatie syrienne une semaine après la mort de Walid al-Mouallem. Ce choix est considéré comme logique par les analystes, Fayçal al-Meqdad ayant été le bras droit de Walid al-Moullem pendant quatorze ans et comme lui de confession sunnite, critère nécessaire pour occuper ce poste en Syrie afin de faciliter les échanges avec le monde arabe. 
Début décembre Fayçal al-Meqdad se rend en Iran pour son premier déplacement à l'étranger en tant que ministre des Affaires étrangères de Syrie. 
En janvier 2021, l'Union européenne ajoute Fayçal Moqdad à sa liste noire des personnes sanctionnées pour leur responsabilité dans la répression menée par le régime de Bachar al-Assad. 
En mars 2021, le Royaume-Uni, sorti de l'Union européenne un an auparavant, annonce à son tour des sanctions contre six alliés du président syrien Bachar el-Assad, dont Fayçal al-Meqdad. L'Iran juge ces sanctions déraisonnables et risquent d'exacerber la crise dans ce pays. 